# 單車電梯

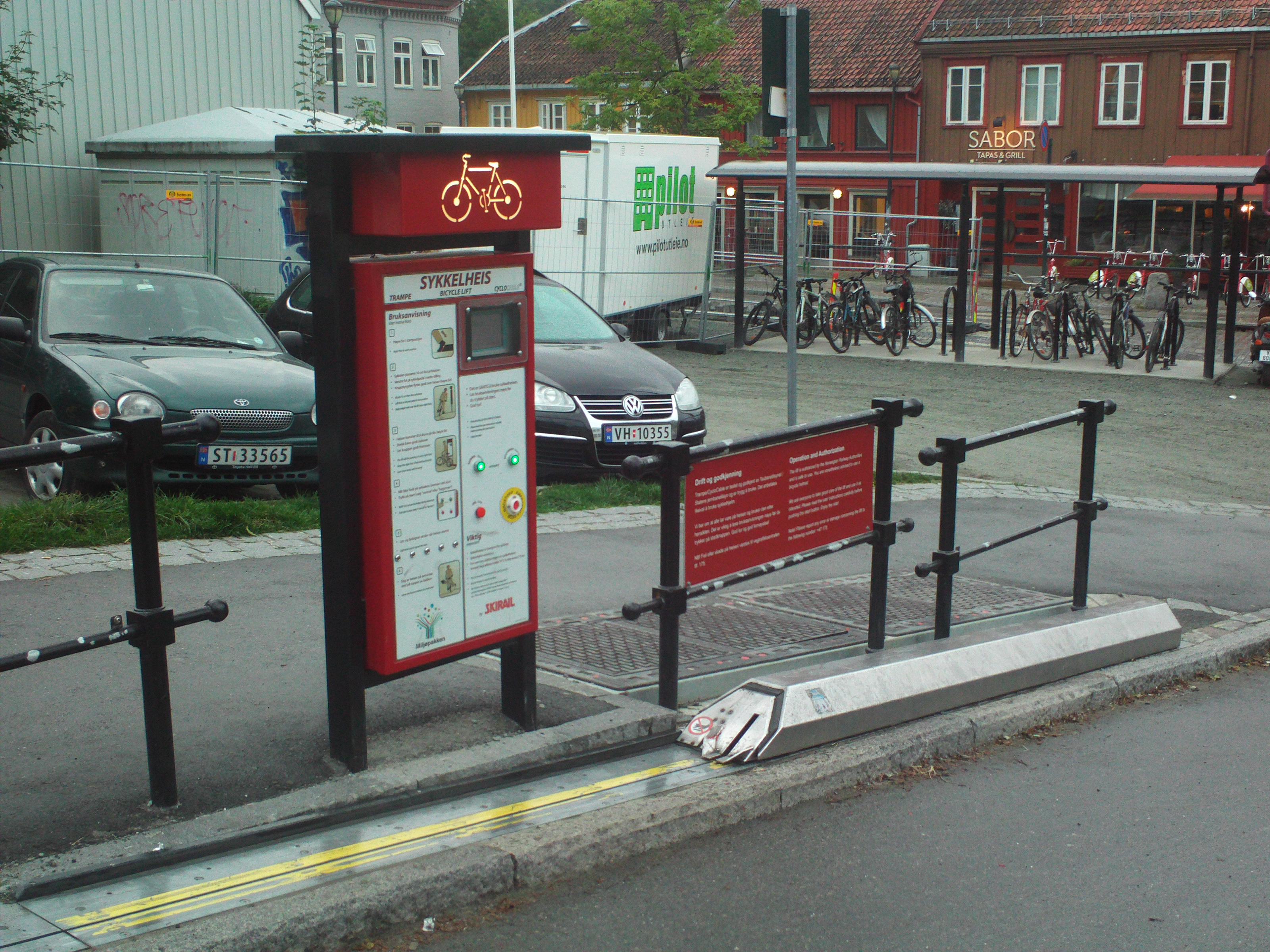
第二代的「單車電梯」(2014年)。

單車電梯，亦可簡稱為「Trampe」，是一條建於挪威特隆赫姆老城橋旁、總長度120公尺的單車自動推進裝置，建於1993年，發明者是住在當區的一名居民約里·雲域 (Jarle Wanwik)。這條電梯是世界上第一條、也是唯一一條運用扶手電梯原理，使騎單車者借助裝置上的腳踏，使其不需費力的情況下，把單車推上斜坡。2013年進行了改建工程，並更名為「Cyclocable」 。現時已成為特隆赫姆的著名觀光點，不少遊客在參觀完老城橋後，必會順道參觀、甚至體驗一下。

## 意念背景
雲域的住所位於老城橋旁、克里斯蒂安斯坦堡壘（Kristiansten Festning）所在地的小山岡上，每次當他騎着單車回家前，都必須走經1條坡度達19度的街道「大橋山丘路」（挪威語：Brubakken），每每覺得十分疲倦，隨後他參考了扶手電梯及滑雪索道的概念，覺得可以用在單車上，最終，得到市政府的批准後，他自行在「大橋山丘路」上興建了第一代的單車電梯，以方便自己及區內居民使用。
他的概念及後得到了生產登山鐵道及斜面扶手梯製造商Skirail（法國Poma旗下子公司）注意，2008年邀請雲域進行合作計劃，並不斷改良原有的設計，2012年，第一代單車電梯停用，並進行了更新的工程，2013年8月，新一代的單車電梯投入服務，並且改名為「Cyclocable」，此計劃同時獲得了「特隆赫姆環境改善計劃」的資助。

### 運作原理

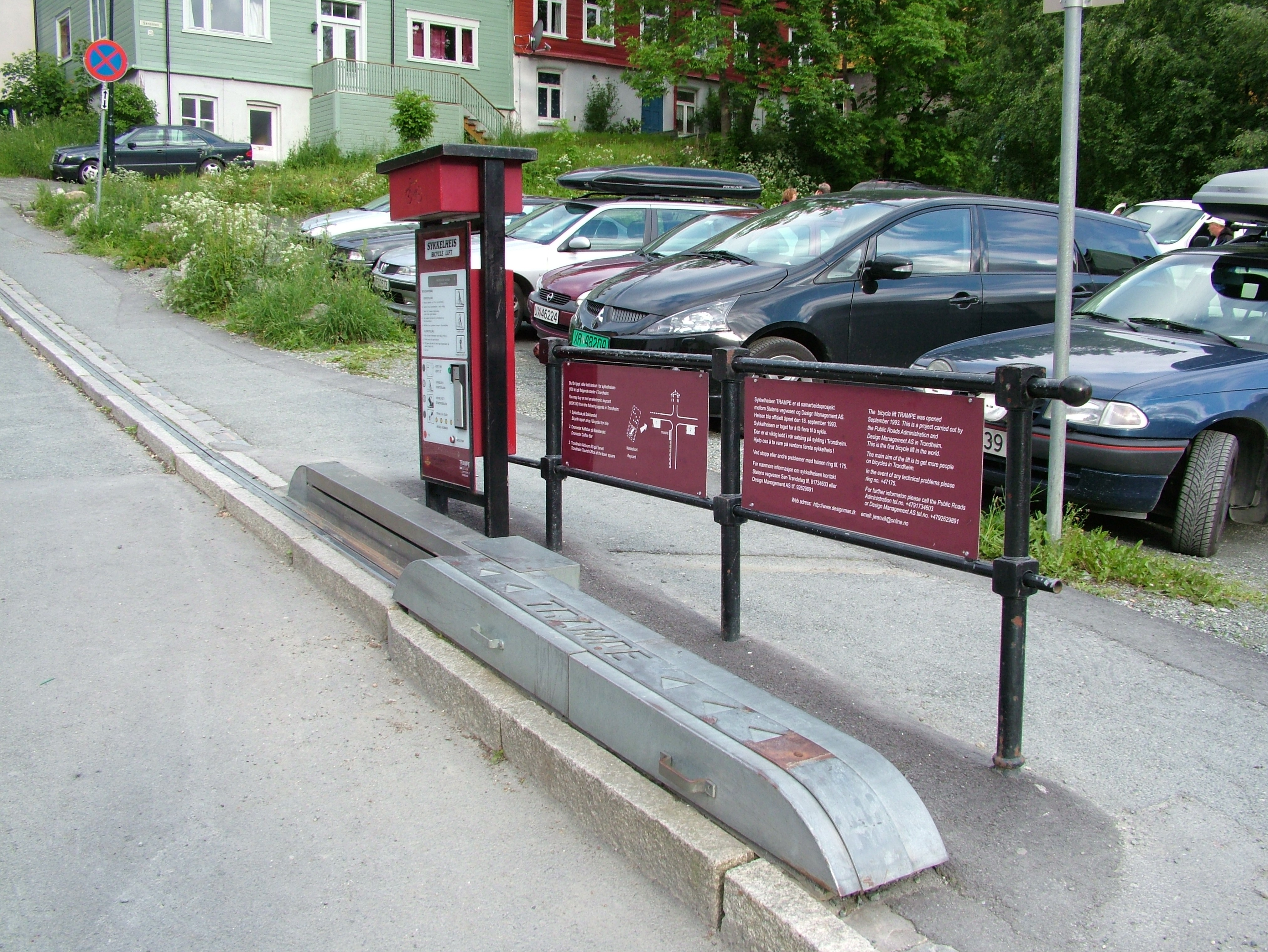
第一代單車電梯的起動器（2006年）。

在路面下設置了一組鋼索系統，並在等距間裝上了片型腳踏版，使用者把右腳踏在起動器上，借助起動器向前的推動力和片型腳踏版的帶動，使用者只要坐頓在單車上，腳踏版藉推動使用者右腳，帶動單車向坡頂推進。當使用者的腳離開腳踏版時，腳踏版便會收回在軌道內，再沿鋼索系統返回起點。

## 外部連結
- 「單車電梯」公式網站 （挪威語）
- 特隆赫姆觀光網站介紹（页面存档备份，存于）（由特隆赫姆市政府所營運）

63°25′41″N 10°24′14″E / 63.42806°N 10.40389°E